# Nova Sela (Trilj)
Nova Sela falu Horvátországban Split-Dalmácia megyében. Közigazgatásilag Triljhez tartozik.

## Fekvése
Splittől légvonalban 25, közúton 43 km-re északkeletre, Sinjtől légvonalban 20, közúton 24 km-re délkeletre, községközpontjától 11 km-re délre a dalmát Zagora területén, Cetina szurdokának keleti partja feletti kis hegy lejtőin és az alatti levő kis karsztmezőn fekszik. 

## Története
A török a 16. század elején szállta meg ezt a területet és uralma közel kétszáz évig tartott. Ebben az időszakban a Klisszai szandzsák része volt és a moreai háború idején (1684 – 1699) csak átmenetileg szabadult fel a török uralom alól. Az 1699-es karlócai béke értelmében török kézen maradt. Az 1718-ban megkötött pozsareváci béke azonban az új határt már a Kamešnica-hegységnél húzta meg, így a térség végleg felszabadult. A velencei uralom első éveiben 1691 után a sinji ferencesek vezetésével telepítették be Boszniából és Hercegovinából érkezett keresztény lakossággal. A letelepített családok katonai szolgálatuk fejében földet, birtokot kaptak a velencei hatóságoktól. A törökök és a velenceiek közötti kisebb háborúk és összecsapások azonban a térség gazdasági fejlődését még sokáig hátráltatták. A velencei uralomnak 1797-ben vége szakadt és osztrák csapatok vonultak be Dalmáciába. 1806-ban az osztrákokat legyőző franciák uralma alá került, de Napóleon lipcsei veresége után 1813-ban újra az osztrákoké lett. A településnek 1857-ben 297, 1910-ben 194 lakosa volt. 1918-ban az új szerb-horvát-szlovén állam, majd később Jugoszlávia része lett. A háború után a szocialista Jugoszláviához került. 1991 óta a független Horvátországhoz tartozik. Az 1990-es évek óta lakossága folyamatosan csökkent. 2011-ben a településnek 139 lakosa volt, akik az ugljanei plébániához tartoztak.

## Lakosság
| Lakosság változása | Lakosság változása | Lakosság változása | Lakosság változása | Lakosság változása | Lakosság változása | Lakosság változása | Lakosság változása | Lakosság változása | Lakosság változása | Lakosság változása | Lakosság változása | Lakosság változása | Lakosság változása | Lakosság változása | Lakosság változása |
| ------------------ | ------------------ | ------------------ | ------------------ | ------------------ | ------------------ | ------------------ | ------------------ | ------------------ | ------------------ | ------------------ | ------------------ | ------------------ | ------------------ | ------------------ | ------------------ |
| 1857               | 1869               | 1880               | 1890               | 1900               | 1910               | 1921               | 1931               | 1948               | 1953               | 1961               | 1971               | 1981               | 1991               | 2001               | 2011               |
| 297                | 0                  | 125                | 224                | 174                | 194                | 0                  | 391                | 358                | 378                | 361                | 345                | 284                | 503                | 165                | 139                |

(1869-ben és 1921-ben lakosságát Ugljanéhoz számították.)

## Nevezetességei
Szent István első vértanú tiszteletére szentelt római katolikus temploma 1746-ban épült faragott kövekből négyszögletes apszissal. Dinarić érsek az 1760-as években a vizitáció során elrendelte oltárkép, négy réz gyertyatartó, miseruhák beszerzését és a temetőtől való elkülönítését. Homlokzatán a bejárat felett kis rózsaablak, legfelül az oromzaton kis harangtorony látható benne egy haranggal. A templom hosszúsága 9 és fél, szélessége 4 és fél méter. Az épületet 2000-ben renoválták. 